# Abborrtjärnet (Mangskogs socken, Värmland)
Abborrtjärnet är en sjö i Arvika kommun i Värmland och ingår i Göta älvs huvudavrinningsområde. Sjöns area är 0,037 kvadratkilometer och den är belägen 181 meter över havet.